# Cyclophora stigmaria
Cyclophora stigmaria är en fjärilsart som beskrevs av Franz Dannehl 1933. Cyclophora stigmaria ingår i släktet Cyclophora och familjen mätare. Inga underarter finns listade i Catalogue of Life.